# Itápolis
Itápolis é um município do estado de São Paulo, no Brasil. Em 2011 era o maior produtor de laranja do país. Conforme dados do IBGE de 2022, sua população foi estimada em 39 493 habitantes. O município é formado pela sede e pelos distritos de Nova América e Tapinas.

## História

### A abertura do Picadão de Cuiabá e a ocupação dos "Sertões de Araraquara"
A formação do município remete à ocupação dos "Sertões de Araraquara", onde se insere, região pouco conhecida durante os séculos 17 e 18. Nesse período o território chamado de Campos ou Sertões de Araraquara era uma vasta região da Província de São Paulo, esparsamente povoada, que principiava próximo à cidade de Piracicaba e se estendia como uma grande faixa entre os rios Tietê e Mogi-Guaçu até atingir o Rio Grande no sentido norte (divisa com o atual Estado de Minas Gerais) e o Rio Paraná no sentido noroeste (divisa com o atual Estado de Mato Grosso do Sul). Durante estes séculos, muitas entradas, bandeiras, monções e incursões militares, navegando pelo Rio Tietê e rios afluentes, ou por terra percorrendo caminhos, esquadrinharam esta região, buscando lavras ou quilombos. Durante o século 18, a região também foi ponto de passagem e parada para os bandeirantes que rumavam em direção às regiões auríferas da Província do Mato Grosso.
No fim do século 18 são doadas as primeiras sesmarias nos Sertões de Araraquara.. Também no fim deste século e no começo do século 19, no governo do capitão-general António Manuel de Melo e Castro de Mendonça (1797–1802), são fundados os primeiros povoados. Nesse contexto, buscando acelerar a ocupação da região, em 1799 o governo da Província de São Paulo abre o chamado “Picadão de Cuiabá” ou "Caminho de Cuiabá", caminho que, partindo de Piracicaba, seguia inicialmente na direção norte, até atingir o que seria hoje a cidade de Araraquara, dali tomando rumo em direção noroeste, encontrando o Rio Tietê mais a frente, margeando-o pela direita até os limites da Província de São Paulo com a Província do Mato Grosso (hoje Mato Grosso do Sul) A abertura do caminho foi fundamental para a ocupação desses Sertões. A partir dele, ampliou-se a circulação de expedições por terra; ao seu redor, surgiram inúmeros vilarejos, povoados (Rio Claro, São Carlos, Araraquara, Itápolis etc.), fazendas (em 1821, no território entre Piracicaba de Araraquara, já existiam 61 sesmarias doadas), vendas e pousios.

### A fundação do município (1862)
O Picadão de Cuiabá permitiu, ademais, acesso às terras onde se encontra hoje o município de Itápolis. Estas começam a ser ocupadas na primeira metade do século 19. Os registros mais antigos dão conta do apossamento de sesmarias nas terras onde viria a se formar Itápolis e demais cidades da região entre 1825 e 1830 pela família Castilho, José Antônio de Castilho e sua mãe, Maria Francisca de Jesus (a famosa Capa Preta), viúva de Manuel Francisco de Castilho. Maria Francisca de Jesus, ama de leite de Dom Pedro II, havia recebido uma enorme sesmaria na região e migrou para lá com seu filho. Dado que o território da sesmaria ganha era demasiadamente grande e que Maria Francisca não possuía condições de ocupá-lo, ela então passou a arrendar ou vender fragmentos desta sesmaria, ao mesmo tempo em que sobrevivia da criação de porcos às margens de um ribeirão – que posteriormente viria a ser denominado de Ribeirão dos Porcos – vendendo esses animais nas feiras na cidade de Araraquara
A família do sargento Amaro José do Vale (conhecido como o Velho Amaro e o pai do fundador do município), saindo da Província de Minas Gerais – cuja economia se encontrava em crise com a decadência da mineração – se estabelece na região em fins da década de 1830 e começo da década de 1840. Consta no Registro Paroquial de Terras da cidade de Araraquara a compra de uma fazenda, no ano de 1843, por Amaro José do Vale. Alguns anos depois, em 1856, após longo período trabalhando como arrendatário, Pedro Alves de Oliveira compra a fazenda da Boa Vista de São Lourenço (11 mil alqueires), de José Antônio de Castilho, antigo sesmeiro da região.
A cidade seria fundada somente em 1862, com data oficial de 20 de outubro de 1862, ano em que o alferes Pedro Alves de Oliveira doou ao patrimônio do Divino Espírito Santo alguns alqueires de sua fazenda Boa Vista, fazendo surgir a capela do Espírito Santo do Córrego das Pedras. A cidade está localizada na região leste da antiga Fazenda Boa Vista do São Lourenço, que tinha área de 11.105 alqueires.
Em 1871 Itápolis tinha a denominação de "Espírito Santo do Córrego das Pedras". Em 1891 tornou-se "Boa Vista das Pedras" e ganhou o status de cidade no dia 24 de abril, ao emancipar-se de Ibitinga. Em 1906 passou a ser chamada de "Pedras" ou "Cidade das Pedras" e, finalmente, Itápolis em 1910 (Lei 1.234, de 22 de dezembro de 1910).
A palavra Itápolis foi idealizada por José Belarmino Fernandes e Salvador Del Guércio, que simplificaram o nome, mantendo, no entanto, o seu significado. Itápolis é uma palavra híbrida formada por: itá – "pedra", traduzida da língua tupi – e pólis – "cidade", traduzido do  grego –, cuja tradução seria "Cidades das Pedras".

### As primeiras atividades econômicas
Na segunda metade do século 19, as principais atividades econômicas desenvolvidas no município foram a pecuária, a produção de cana-de-açúcar e a produção de cereais (arroz), todos em pequena escala. Na última década de 1890 se inicia a plantação de café.

### A chegada do café e os primeiros anos do século XX
No período de 1900 a 1950, a principal atividade econômica do município foi a cafeicultura, e em menor vulto a pecuária. Na década de 1930, Itápolis chegou a ter mais de 15 milhões de cafeeiros. O gráfico abaixo representa a evolução do número de cafeeiros produtivos no município no período de 1900 a 1935, conforme dados de Faleiros (2010) e Santos (2019).
À chegada do café correspondem também mudanças na estrutura urbana da cidade. Assim, no momento em que se firmava a denominação última da cidade (1910), inaugurava-se o serviço de iluminação elétrica. De 1910 a 1928, desenvolve-se também a instrução pública, chega o telefone e o saneamento básico e constrói-se a cadeia pública. O ramal da ferrovia, a Douradense (Companhia Estrada de Ferro Douradense – CEFD), é inaugurado em 1915. Em 18 de setembro de 1910, circulou a primeira edição de um dos mais importantes jornais da história do município, o jornal O Progresso, de propriedade de Salvador Del Guércio.
Mas a chegada do café representa também a chegada dos imigrantes (nacionais e estrangeiros), fazendo inchar a pequena cidade. Desta forma, na década de 1920, Itápolis possuía aproximadamente 30 mil habitantes (total que decaiu, posteriormente, com a crise do café na década de 1930).

## Geografia

### Distritos
Atualmente, Itápolis possui dois distritos: Nova América (criado em 14 de dezembro de 1910) e Tapinas (criado em 28 de novembro de 1927).

### Consumo hídrico
- Água potável
  - População servida: 100%
  - Quantidade de Captação de água: 890 m³/h
  - Capacidade de Reservatório: 4.900 m³
- Esgoto
  - População servida: 100%

### Clima
- Clima tropical de inverno seco (Clima Tropical Típico - Quente com estação chuvosa mais acentuada nos meses de "verão” e escassas nos meses de “inverno”)
- Temperaturas:
  - máxima 35 °C (deve ser máxima absoluta em determinado período, a média das temperaturas mais elevadas é menor)
  - média 24 °C (as médias anuais dos climas temperados estão abaixo de 20 °C.)
  - mínima 8 °C [deve ser uma mínima absoluta, pois as médias dos meses mais frios (penetração de massas polares) estão sempre acima dos 18 °C.]
- Precipitação pluviométrica: média anual 1 300 mm
- Ventos Dominantes: alísio de nordeste

### Hidrografia
- Ribeirão dos Porcos Vazão média anual: 103 608 000 m³ rumo N.S
- Rio São Lourenço Vazão média anual 100 000 000 m³ rumo E.W
- Rio da Onça Vazão média anual 20 000 000 m³ rumo N.E
- Rio São Pedro Vazão média anual: 16 000 000 m³ rumo N.S
- Rio Boa Vista Vazão média anual: 10 000 000 m³ rumo N.S

### Rodovias
Estaduais
- Rodovia Laurentino Mascari (SP-333): Borborema, Marília, Taquaritinga, Ribeirão Preto
- Rodovia Dr. Maurício Antunes Ferraz (SP-317): Ibitinga, Jaú, Bauru

Municipais
- Rodovia Arlindo Bento Romanini (IPS-458): Tabatinga, Nova Europa, Gavião Peixoto
- Rodovia Antônio Coletti (IPS-020): Tapinas
- Rodovia Teodolinda Benaglia (IPS-134/221): Nova América, SP-333
- Rodovia Ernesto Branco Peres (IPS-030): Vila do Quadro, São Lourenço do Turvo
- Rodovia Tarquinio Bellentani (IPS-010): Av. Sete de Setembro à SP-333
- Estrada Luiz Carlos Nigro Mazzo (IPS-070): Borborema
- Estrada Monjolinho (IPS-152): Monjolinho, Tapinas
- Estrada Atílio Malosso (IPS-060) : Itápolis.

## Demografia
- Mortalidade infantil  até 1 ano (por mil): 11,64
- Expectativa de vida (anos): 71,34 anos
- Taxa de fecundidade (filhos por mulher): 2,45
- Alfabetização|Taxa de Alfabetização : 90,27%

### Etnias
| Cor/Raça | Percentagem |
| -------- | ----------- |
| Branca   | 86,4%       |
| Negra    | 3,0%        |
| Parda    | 9,8%        |
| Amarela  | 0,3%        |
| Indigena | 0,1%        |

Fonte: Censo 2000

## Economia
Itápolis teve, em 2021, um Produto Interno Bruto (PIB) de R$ 1,63 bilhão, o 166º em São Paulo. O setor mais importante para a economia da cidade é o de serviços, responsável por 60,5% do PIB, sendo que o comércio varejista emprega 15,7% de toda a população ocupada na cidade.
Até 2011, Itápolis era considerada a maior produtora de laranjas do Brasil, chegando a ter 14 milhões de pés de laranja. Em 2005, a cidade produziu mais de 710 mil toneladas de laranja, número que caiu para 92 mil toneladas em 2023.

## Infraestrutura

### Comunicações
O sistema de telefones automáticos foi inaugurado na cidade em 1978 pela Telecomunicações de São Paulo (TELESP), que também implantou o sistema de discagem direta à distância (DDD) em 1978 com o código de área (0162). Anteriormente a cidade era atendida pela Companhia Telefônica Brasileira (CTB).
Na década de 90 o código DDD da cidade foi alterado para (016), para padronização do sistema telefônico com a telefonia celular que estava sendo implantada em todo o estado.

### Educação
Escolas de Itápolis
- E.E. Valentim Gentil
- E.E. Profª Teófila Pinto De Camargo
- E.E. Prof° Júlio Ascânio Mallet
- EMEF Prof° José Toledo De Mendonça
- Colégio Oswaldo Bruschi
- Ana Nery Ensino Técnico
- E.E. Dr Antonio Moraes Barros
- E.E. Profª Maria de Lourdes Gentille Stéfano
- E.E. Prof° Sebastião Francisco Ferraz de Arruda
- E.E. Luciano Armentano
- E.E. Pedro Mascari
- Colégio Educare
- EJ Escola de Aviação Civil - Considerada a maior escola de aviação civil da América Latina
- Faculdade de Itápolis (FACITA)
- Colégio Alicerce
- Escola Sei-Anglo

### Segurança pública
Para segurança pública o município conta com um destacamento da polícia militar, um destacamento do corpo de bombeiros militar,
uma base da guarda municipal com 48 GCM's em atividade, uma delegacia de polícia civil, uma delegacia da mulher, uma Vara do Trabalho e um fórum judiciário.

## Cultura e lazer

### Pontos turísticos
- Parque Ecológico Boa Vista - O parque ecológico do município é formado por um imenso lago, com uma pista de corrida em volta, área de lazer e espaço para ciclistas e exercícios físicos. Contém uma área verde onde podem ser encontrados macacos, coelhos, patos, gansos, pássaros e outros animais.
- Parque da Criança - localizado ao lado do Parque Ecológico Boa Vista. Possui um amplo espaço de areia, onde estão instalados os brinquedos do parque.
- Estádio dos Amaros - Estádio de futebol municipal, com capacidade para aproximadamente 15 mil pessoas.
- Paredão - As ruínas da Antiga Companhia Douradense de Eletricidade São Lourenço Powerstation, formaram um grande piso de pedras onde as águas juntam-se à margem formando uma “prainha”. É propriedade particular e hoje encontra-se proibida sua visitação.
- Salto da Onça - Uma pequena queda formada pelo Rio da Onça com uma mata no local.
- Cine Teatro Municipal Geraldo Alves - Localizado ao lado da prefeitura municipal, é o teatro e o cinema, constituindo um único prédio. Capacidade para 350 pessoas.
- Praça Roberto Del Guercio - Localizada no centro da cidade, em frente à prefeitura municipal. É uma praça totalmente arborizada com um coreto central, onde antigamente aos finais de semana tocava-se uma banda e hoje encontra-se desativado, mas com uma finalidade histórica muito grande. Às sextas-feiras é realizada a tradicional feira livre.
- Praça Pedro Álvares de Oliveira - Localizada também no Centro da cidade, em frente aos bancos, é também uma praça totalmente arborizada, Aos finais de semana um trenzinho é estacionado em frente à praça que leva as crianças pela cidade, e uma fonte luminosa.
- Centro Cultural e de Convivência - Localizado na Rua Presidente Valentim Gentil onde se situa a secretaria da cultura e lazer. Oferece cursos de música, violão, teclado, bateria contra baixo e instrumentos de sopro. Possui um auditório onde são realizadas palestras. Conta também com uma sala de estudos que cabem 200 estudantes. Constitui também a Biblioteca Municipal e o Centro de inclusão digital. É um salão para eventos diversos, com capacidade de 600 pessoas.
- Aero Clube de Itápolis - Localizado no Distrito Industrial 3. O Aeroporto Dr Luis Dante Santoro é composto por 6 angaries, uma pista de taxi way, uma pista de acesso, um pátio para taxiamento de aviões, um restaurante, um centro poli esportivo, uma quadra de esportes, uma piscina, churrasqueira, salão de festas e alojamento para 66 pessoas. O aeroclube conta com: cursos teóricos e práticos, um simulador e uma sala de briefing.
- Cristo Redentor - O Cristo Redentor fica localizado na entrada principal de Itápolis e representa a fé religiosa do município.

### Datas comemorativas
- Dia 15 de agosto - Divino Espírito Santo - Padroeiro do município
- Dia 20 de outubro - Aniversário do município de Itápolis.

### Esportes
O Oeste Futebol Clube foi a equipe de futebol da cidade, tendo destaque estadual e nacional pelo seu retrospecto, principalmente um dos mais importantes, onde foi integrante da primeira divisão do Campeonato Paulista e por seus títulos nas divisões de acesso do campeonato. Foi Campeão Brasileiro da Série C 2012, vencendo o Icasa de Juazeiro do Norte em Itápolis.
Mandou seus jogos no Estádio Municipal dos Amaros, que por ser pequeno e simples, é de costume transferir os jogos mais importantes em cidades maiores com estádios de maior infra-estrutura e capacidade. Atualmente joga na cidade de Barueri.

## Religião
O Cristianismo se faz presente na cidade da seguinte forma:

### Igreja Católica
- A igreja faz parte da Diocese de Jaú.[28]

A maior parte da população é Católica Romana. O município possui as Paróquias do Divino Espírito Santo (paróquia principal), Paróquia de São Benedito e Paróquia de Santo Antônio de Pádua e São Vicente de Paulo; Paróquia do Senhor Bom Jesus no distrito de Tapinas e Paróquia de Nossa Senhora Aparecida no distrito de Nova América.

### Igrejas Evangélicas
- Assembleia de Deus Ministério do Belém.[29][30]
- Congregação Cristã no Brasil.[31]